# Edwidge Danticat
Edwidge Danticat (nascuda el 19 de gener de 1969) és una novelista i escriptora de contes haitiano-estatunidenca.

## Infància i joventut
Danticat va néixer a Port-au-Prince, Haití. Quan tenia dos anys, el seu pare André va emigrar a Nova York i dos anys després ho va fer la seva mare Rose. Van deixar a Danticat i a la seva germana petita, André amb els seus oncles. Quan fou preguntada en una entrevista sobre la seva formació durant la infància, va explicar que s'havia format a través de la història oral, l'església i l'escola. Tot i que la seva educació formal havia estat en francès, la seva llengua materna era el crioll haitià.
Danticat va començar a escriure quan encara vivia a Haití als nou anys. Als 12 anys va anar a viure a un barri haitià-americà de Brooklyn, Nova York, amb els teus pares. Com a jove immigrant, la seva desorientació en el seu nou lloc de vida, la va fer tornar disconforme i va utilitzar la literatura com a escapament. Danticat no es va adonar del racisme fins que va anar a universitat degut a la protecció de la seva comunitat. Dos anys més tard va publicar la seva primera obra en anglès, "A Haitian-American Christmas: Cremace and Creole Theatre," a la revista Youth Connexions. Més tard va escriure una altra història sobre la seva experiència com a immigrant per a la revista New Youth Connexions, "A New World Full of Strangers". En la introducció de Starting with I, una antologia d'històries curtes de la revista, Danticat va escriure, "Quan hem vaig adonar del fet de la immigració, vaig sentir que la meva historia estava inacabada, per tant, vaig escriure un conte que posteriorment va esdevenir la meva primera novela, Breath, Eyes, Memory. Escriure per New Youth Connections hem va donar veu. El meu silenci fou completament destruït, indefinidament."
Després d'obtenir la secundària al Clara Barton High School de Brooklyn, Nova York, Danticat va començar a estudiar a la Universitat Barnard de ciutat de Nova York. Tot i que al principi volia estudiar infermeria, el seu amor per l'escriptura la va portar a estudiar literatura francesa. El 1993 va obtenir un màster d'art en escriptura creativa a la Universitat de Brown.

## Carrera professional
El 1993, va guanyar un màster d'art en escriptura creativa a la Universitat de Brown amb la tesis titulada "My turn in the fire - and abridged novel", que fou la base de la seva novela de 1994 Breath, Eyes, Memory. Quatre anys després participà en una secció literària del programa televisiu d'Oprah Winfrey.
El 1997 fou nominada per la revista literària Granta com una de les 20 millors escriptores joves estatunidenques.
Ha estat professora d'escriptura creativa de la Universitat de Nova York i de la Universitat de Miami. També ha treballat amb directors de cinema com Patricia Benoit i Jonathan Demme en projectes sobre art haitià i sobre Haití. Els seus contes han aparegut en més de 25 periòdics i en moltes antologies. La seva obra ha estat traduïda en moltes llengües com el japonès, francès, coreà, German, italià, castellà, i el suec.
Danticat és una forta defensora dels assumptes que afecten els haitians, tant els expatriats com els que viuen al país. El 2009, va parlar al documental sobre l'impacte de la globalització sobre cinc dones de diferents generacions Haitian Women Pillars of the Global Economy.

## Vida personal
Danticat es va casar amb Fedo Boyer el 2002. Tenen dues filles, Mira i Leila.Tot i que Danticat resideix en els Estats Units, encara considera Haití com la seva llar. Encara visita asíduament el seu país i sent com si mai l'hagués abandonat.

## Temes

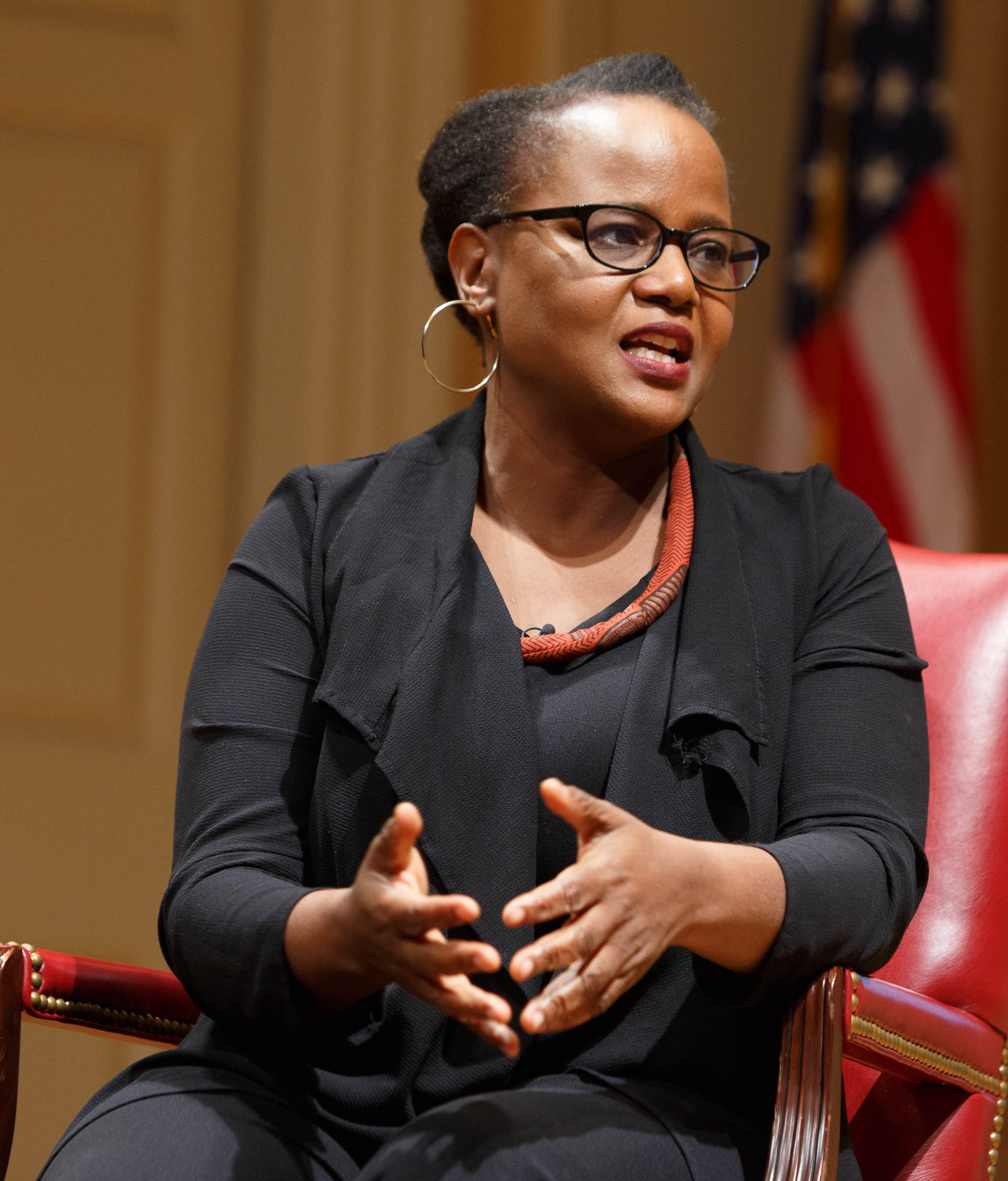
Danticat Parla el 2019

A l'obra de Danticat hi destaquen tres temes principals: la identitat nacional, les relacions entre mare i filla i les polítiques de la diàspora.

### Identitat nacional
Estudiosos sobre l'obra de Danticat han examinat freqüentment el tema de la identitat nacional. A Breath, Eyes, Memory, Danticat explora la relació entre les dones i l'agenda nacionalista de l'estat [i] durant el règim de Duvalier. A tota la novela, dones de generacions de dones comproven les vagines de les seves filles penetrant-les amb els seus dits per a comprovar la seva virginitat ratificant la violència i victimització del cos de les dones negres (376–377) [i]. Així les dones que apareixen en aquesta obra replicaven el control i la violació de l'estat amb aquests actes de violència contra el cos de la dona (375), també discutien el discurs masclista nacionalista que utilitzava els seus cossos com armes mortals(387) [i]. Això es veu en el suïcidi de Martine, que es mostra com una exhibició tragica de la llibertat, alliberant el seu cos i ment dels seus traumes del passat [i]. A més, la novel·la demostra algunes dificultats inherents de crear una identitat diaspòrica, que es mostra a través de la lluita de Sophie entre l'afirmació del seu seu patrimoni i abandonant allò què percep com una traïció a la seva herència, cosa que suggereix la impossibilitat de crear una personilitat criolla resolta [ii]. Finalment, l'obra de Danticat, The Farming of Bones, parla sobre els supervivents de la massacre de 1937 i els efectes d'aquell trauma en la identitat haitiana [iv]. En general, Danticat informa sobra la història de la seva nació mentre diversiica les concepcions sobre el país a banda de la victimització [iii].'

### Relacions materno-filials
Breath, Eyes, Memory explora el tema central de les relacions materno-filials envers l'auto-identitat i l'auto-expressió [v]. Les expericieèns de Sophie donen veu a les de la mare, Martine. Aquesta va practicar el test de la virginitat a la seva filla quan va descobrir la seva relació amorosa amb Joseph. Després d'això, Sophie va iniciar un període d'auto-odi en el que no volia mostrar el seu cos ni al seu marit (80) [viii]. Sophie va patir de frigidesa en les seves relaciona íntimes amb el seu marit i bulímia, a més d'insomni (61–62) [v].

### Polítiques de la diàspora
Els investigadors han manifestat que l'obra de Danticat posa en evidència la seva relació amb la història haitiana i la seva identitat bicultural. A Breath, Eyes, Memory utilitza la "idea de tradicions mòbils" que cren nous espais per la identitat haitiana als Estats Units més com una hibriditat felicç que com una criollització no problemàtica de Flatbush Brooklyn (28) [ix]. Danticat reconeix els seus predecessors els pares icònics de la literatura haitiana creant una nova comunitat que rau en espais extra-nacionals (34) [ix]. Els personatges que crea sobreviuen en un entorn d'identitat transnacional.
La novel·la de viatges After the Dance: A Walk thorugh Carnival in Jacmel, Haiti (2002) també mostra la importància de la seva herència haitiana parlant sobre el carnaval i la Revolució haitiana. Danticat s'embarca en un viatge a través de la seva obra per a redescobrir les seves referències haitianes marcades pel seu lloc de privilegi a causa de la mobilitat. Ella es vista com una autora que escriu des de la perspectiva d'una retornada diaspòrica més que des d'una local, ja que afirma que "encara estic portant la meva màscara d'observadora des de la distància".

## Premis i honors
Danticat ha guanyat premis de la revistes Essence i Seventeen i el Harper's Bazaar l'ha considerat com una de les 20 personalitats que han marcat una diferència. El The New York Times Magazine l 'ha considerat una de les 30 personalitats que s'han de seguir i la revista Jane l'ha considerat una de les 15 dones de l'any.

## Obres

### Llibres
- Breath, Eyes, Memory (novel,a 1994)
- Krik? Krak! (contes, 1996)
- The Farming of Bones (novela, 1998)
- Behind the Mountains (novela juvenil, 2002, part de la sèrie First Person Fiction)
- After the Dance: A Walk Through Carnival in Jacmel, Haiti (llibre de viatge 2002)
- The Dew Breaker (novela en contes,2004)
- Anacaona: Golden Flower, Haiti, 1490 (novela juvenil, 2005, part de la sèrie The Royal Diaries)
- Brother, I'm Dying (crítica social, memòria, 2007)
- The Butterfly's Way (editora de l'antologia)
- Create Dangerously: The Immigrant Artist at Work (col·lecció d'assajos, 2010)
- Eight Days: A Story of Haiti (llibre de fotografies, 2010)
- Tent Life: Haiti (assajos, hi contribueix, 2011)
- Haiti Noir (editora de l'antologia, 2011)
- Best American Essays, 2011 (editora de l'antologia, octubre de 2011)
- The Last Mapou (novela infantil, January 2013)
- Claire of the Sea Light (novela, August 2013)
- Haiti Noir 2: The Classics (editora de l'antologia, gener de 2014)
- Mama's Nightingale (llibre de fotografies, 2015)
- Untwine (novela juvenil 2015)
- The Art of Death (biografia, July 2017)
- My Mommy Medicine (llibre de fotografies 2019)
- "Everything Inside" (contes 2019)

### Històries curtes
- «The Book of the Dead». The New Yorker, 21-06-1999, pàg. 194–.
- «Ghosts». The New Yorker, 84, 38, 24-11-2008, pàg. 108–113 [Consulta: 16 abril 2009].
- «Quality Control». The Washington Post, 14-11-2014 [Consulta: 31 gener 2015].

### Pel·lícules
- Poto Mitan – Writer/Narrator, 2009
- Girl Rising (Haiti) – Writer, 2013[17]